# 科林斯同盟
科林斯同盟，马其顿国王腓力二世于公元前338/337年冬季创建的希腊城邦同盟。旨在联合整个希腊世界的军事力量与波斯较量。

## 条款
同盟的主要条款：
- 成员城邦共同组建军事力量。
- 最高审议会议（Synedrion），即各城邦的代表大会，在科林斯召开。
- 同盟会制止任何针对同盟成员的侵略和颠覆行为。
- 同盟军按照各城邦的人口来征兵。
- 马其顿国王作為同盟军的最高统帅。

后来条款还增加了腓力二世在科林斯、底比斯和安布拉基亚驻军。有如此不平等的条款，是因为腓力于前338年的喀羅尼亞戰役中打败了底比斯和雅典的联军。

## 同盟成员
- 科林斯
- 雅典
- 德尔斐
- 奧林匹亞
- 彼得那（英语：Pydna）